# Diplodactylus tessellatus
Diplodactylus tessellatus är en ödleart som beskrevs av  Günther 1875. Diplodactylus tessellatus ingår i släktet Diplodactylus och familjen geckoödlor. Inga underarter finns listade i Catalogue of Life.